# Drūkšiai
Der See Drūkšiai (belarussisch Дрысвяты Dryswjaty) befindet sich an der Grenze zwischen Litauen und Belarus. Er ist der größte See Litauens und liegt nahe der Stadt Visaginas im Bezirk Utena. Der See wurde von dem nahegelegenen Kernkraftwerk Ignalina als Kühlwasserreservoir genutzt.

## Allgemeines
Der See hat eine Fläche von 49 km² und beinhaltet sieben Inseln. Das nahegelegene Kernkraftwerk ist über zwei Kanäle mit dem See verbunden. Im See und in Ufernähe gibt es über 500 verschiedene Arten höherer Gefäßpflanzen sowie 95 Arten von Wasserpflanzen und semiaquatischen Pflanzen. Viele dieser Pflanzen sind selten oder geschützt. Außerdem ist der See Lebensraum für viele verschiedene Fisch- und Krebsarten die in der Ostseeregion sehr selten vorkommen. Über 250 Planktonarten und 25 verschiedene Fischarten sind in dem See beherbergt. Des Weiteren leben in der Umgebung des Sees einige geschützte Säugetierarten.
Der See war durch die Ableitung des Abwassers aus dem Kernkraftwerk Ignalina bedroht, das den See verschmutzt. Außerdem führte das eingeleitete warme Kühlwasser zu einer zunehmenden Eutrophierung des Sees. Nachdem das Kernkraftwerk Ignalina 2009 abgeschaltet worden ist, kann sich das ganze Ökosystem des Sees jedoch wieder verändern. Das Nachfolgekernkraftwerk Visaginas soll entweder wie das Kernkraftwerk Ignalina das Kühlwasser durch den See beziehen oder einen Kühlturm bekommen. Es ist noch kein Entschluss gefasst worden. Es wurden alle Möglichkeiten für machbar erklärt. Das neue Kernkraftwerk soll genau wie das Kernkraftwerk Ignalina nur 20 % des Oberflächenwassers des Sees zur Kühlung nutzen und maximal auf 26 °C erwärmen.
Seit Anfang des 20. Jahrhunderts werden Daten über die Flora, Fauna und Hydrologie des Sees und seine Umgebung aufgezeichnet. Sechs Forschungsinstitute aus Litauen wie auch weitere wissenschaftliche Einrichtungen aus einigen anderen Ländern untersuchen einige Daten des Seeareals. Diese Forschung führte zu Publikationen und Monografien.